# Стрельба из лука на летних Олимпийских играх 2024
Соревнования по стрельбе из лука на летних Олимпийских играх 2024 года прошли с 25 июля по 4 августа 2024 года. 128 спортсменов, по 64 мужчин и женщин, разыграли пять комплектов наград (по 2 у мужчин и женщин и 1 в смешанных соревнованиях).

## Медали

### Призёры

#### Мужчины
| Дисциплина                              | Золото                                                 | Серебро                                                | Бронза                                                 |
| Индивидуальное первенство см. подробнее | Ким У Джин Республика Корея                            | Брейди Эллисон США                                     | Ли У Сок Республика Корея                              |
| Командное первенство см. подробнее      | Республика Корея · Ким Дже Док · Ким У Джин · Ли У Сок | Франция · Батист Адди · Тома Широ · Жан-Шарль Валладон | Турция · Мете Газоз · Берким Тюмер · Абдулла Йылдырмыш |

#### Женщины
| Дисциплина                              | Золото                                                  | Серебро                                      | Бронза                                                        |
| Индивидуальное первенство см. подробнее | Лим Си Хён Республика Корея                             | Нам Су Хён Республика Корея                  | Лиза Барбелен Франция                                         |
| Командное первенство см. подробнее      | Республика Корея · Лим Си Хён · Нам Су Хён · Чон Хон Ён | Китай · Ян Сяолэй · Ли Цзямань · Ань Цисюань | Мексика · Анхела Руис · Алехандра Валенсия · Ана Паула Васкес |

#### Смешанная дисциплина
| Дисциплина                         | Золото                                     | Серебро                                  | Бронза                                |
| Командное первенство см. подробнее | Республика Корея · Ким У Джин · Лим Си Хён | Германия · Флориан Унру · Мишель Кроппен | США · Брейди Эллисон · Кейси Кауфхолд |

### Общий зачёт
| Место | Страна           | Золото | Серебро | Бронза | Всего |
| ----- | ---------------- | ------ | ------- | ------ | ----- |
| 1     | Республика Корея | 5      | 1       | 1      | 7     |
| 2     | Франция          | 0      | 1       | 1      | 2     |
| 2     | США              | 0      | 1       | 1      | 2     |
| 4     | Китай            | 0      | 1       | 0      | 1     |
| 4     | Германия         | 0      | 1       | 0      | 1     |
| 6     | Мексика          | 0      | 0       | 1      | 1     |
| 6     | Турция           | 0      | 0       | 1      | 1     |
| Итого | Итого            | 5      | 5       | 5      | 15    |

## Место проведения
- Спортивная площадка — Дом инвалидов.

## Квалификация
Квоты в командном первенстве распределены по итогу чемпионата мира 2023 года. Всего командном первенстве примет участие по 12 команд у мужчин и женщин, по три спортсмена в каждой. Каждый спортсмен будет иметь право принять участие в индивидуальных соревнованиях, таким образом, через командное первенство будут распределены по 36 квот в индивидуальное первенство. Хозяевам Игр, сборной Франции, гарантировано участие в командном первенстве.
Для участия в играх, все лучники, в период начиная чемпионатом мира 2023 года и заканчивая финальным квалификационным турниром, должны выполнить минимальный норматив.